# Bitwa pod Kisz

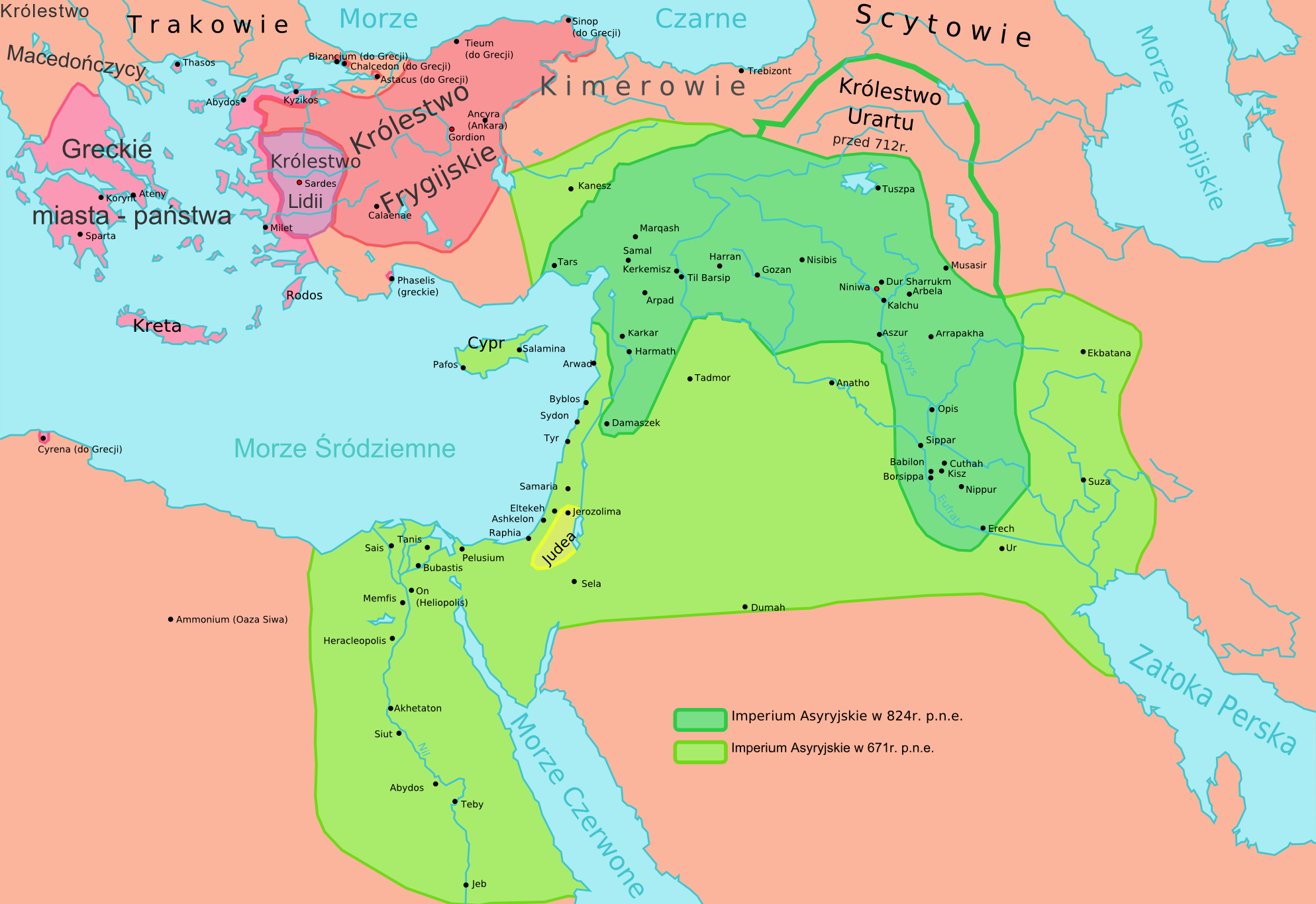
Mapa imperium nowoasyryjskiego z zaznaczonym położeniem miast Kuta, Kisz i Babilon

Bitwa pod Kisz – starcie zbrojne pomiędzy armią asyryjskiego króla Sennacheryba (704–681 p.n.e.) i armią babilońskiego króla Marduk-apla-iddiny II (biblijny Merodak-Baladan), wspartą wojskami Elamitów oraz plemion aramejskich, chaldejskich i arabskich, do którego doszło w 703 r. p.n.e. pod miastem Kisz w Babilonii. O bitwie tej wspominają inskrypcje królewskie Sennacheryba i zgodnie z nimi to armia asyryjska odnieść w niej miała zwycięstwo.

## Przed bitwą
Sennacheryb, objąwszy tron asyryjski po swym ojcu Sargonie II (722–705 r. p.n.e.), stawić musiał czoło wielkiej rebelii, jaka w 703 r. p.n.e. wybuchła w Babilonii, będącej za rządów jego ojca pod kontrolą Asyrii. Na czele rebelii stanął Marduk-apla-iddina II, któremu z pomocą Chaldejczyków, Aramejczyków i Elamitów udało się zasiąść na tronie w Babilonie. Spodziewając się rychłego ataku wojsk asyryjskich, Marduk-apla-iddina II zebrał swe wojska oraz wojska swych sojuszników i rozlokował je w dwóch miastach: w Babilonie, oraz w Kucie na granicy asyryjsko-babilońskiej. Na asyryjski atak nie trzeba było czekać długo, gdyż jeszcze w tym samym roku Sennacheryb za cel swej pierwszej wyprawy wojennej wybrał właśnie Babilonię. Atakując Babilonię, Sennacheryb podzielił swe wojska: część swych sił pod wodzą wielkiego podczaszego (rab šāqê) i gubernatorów prowincji skierował w stronę Kisz, natomiast sam z główną częścią armii pomaszerował na Kutę. W odpowiedzi Marduk-apla-iddina II wyruszył ze swymi wojskami z Babilonu i zaatakował asyryjskie wojska stojące pod Kisz. Pod naciskiem wojsk sprzymierzonych Asyryjczycy zmuszeni zostali do odwrotu, a wielki podczaszy wysłał do Sennacheryba wiadomość z prośbą o pomoc. Po otrzymaniu tej wiadomości Sennacheryb, który właśnie oblegał Kutę, postanowił zdobyć to miasto szturmem. Szturm zakończył się sukcesem, a w zdobytym mieście Asyryjczycy wzięli do niewoli wielu jeńców. Następnie armia asyryjska ruszyła w kierunku Kisz na pomoc wojskom wielkiego podczaszego.

## Bitwa
Wojska koalicji stawiły czoła armii asyryjskiej na równinie pod Kisz. Zgodnie z jedną z inskrypcji Sennacheryba już sam widok nadciągającej głównej części armii asyryjskiej miał tak przerazić Marduk-apla-iddinę II, iż ten uciekł, pozostawiając swe wojska i wojska swych sojuszników:
„(Marduk-apla-iddina II) zobaczył z daleka jak się zbliżam. Ogarnęło go przerażenie, porzucił wszystkie swe oddziały i uciekł do krainy Guzummanu”
Zgodnie z inną inskrypcją Sennacheryba ucieczka Marduk-apla-iddiny II miała mieć miejsce już w trakcie bitwy:
„W trakcie mej pierwszej wyprawy wojennej pokonałem Marduk-apla-iddinę II, króla Babilonii, oraz sprzymierzoną z nim armię Elamu na równinie pod Kisz. W zamęcie bitwy opuścił on swój obóz i uciekł samemu, ratując (w ten sposób) swe życie”
Po ucieczce Marduk-apla-iddiny II na czele wojsk koalicji stanął najprawdopodobniej Tannanu, dowódca oddziałów elamickich:
„Tannanu, który wraz z armiami Elamitów, Chaldejczyków i Aramejczyków stał u jego (tj. Marduk-apla-iddiny II) boku i przyszedł mu z pomocą, pokonałem i rozbiłem jego siły”
Po bitwie w ręce Sennacheryba wpadło wielu jeńców. Król asyryjski wymienia w swej inskrypcji dwóch najważniejszych:
„Adinu, syna żony Marduk-apla-iddiny II, i Basqanu, brata Jati'i, królowej Arabów, wraz z ich armiami pojmałem żywcem”
Poza jeńcami w ręce Sennacheryba wpaść też miały rydwany, wozy, konie, muły, osły, wielbłądy i dromadery, które wróg porzucił w trakcie ucieczki.

## Po bitwie
Po rozbiciu wojsk koalicji pod Kisz Sennacheryb ze swą armią skierował się do Babilonu, którego mieszkańcy otworzyli bramy miasta i powitali go jako wyzwoliciela. Ten w podzięce oszczędził miasto, ograniczając się jedynie do splądrowania pałacu Marduk-apla-iddiny II. Następnie Sennacheryb ruszył na poszukiwanie Marduk-apla-iddiny II, który miał się ukrywać na bagnach na południu Babilonii. Pomimo wysiłków wojsk asyryjskich Maduk-apla-iddiny II nie udało się jednak pojmać. Przed powrotem do Asyrii Sennacheryb na tronie babilońskim osadził marionetkowego władcę o imieniu Bel-ibni.